# Albinus (Cognomen)
Albinus ist ein römisches Cognomen, welches aus dem frührepublikanischen Cognomen Albus (wörtlich: „weiß“) entstand und bedeutungsgleich verwendet wurde. Der Name war bei den gentes Antonia, Clodia, Decia, Iunia, Lucceia, Nummia, Pescennia und Postumia verbreitet. Bei den Postumiern war es gar der Name der Stammfamilie. Ab dem 4. Jahrhundert kam es auch in der gens Ceionia gehäuft vor.

## Namensträger
- Albinus (Konsul 345), römischer Politiker
- Albinus (Stadtpräfekt), römischer Beamter
- Albinus (Konsul 444), römischer Politiker
- Albinus (Konsul 493), römischer Politiker
- Albinus (Toreut), römischer Toreut im 1. Jahrhundert

- Aulus Postumius Albinus (Konsul 242 v. Chr.), römischer Politiker
- Aulus Postumius Albinus (Konsul 151 v. Chr.), römischer Politiker und Schriftsteller
- Aulus Postumius Albinus (Konsul 99 v. Chr.) († 89 v. Chr.), römischer Politiker
- Aulus Postumius Albinus (Legat), römischer Feldherr, Legat von Spurius Postumius Albinus, 2. Jahrhundert v. Chr.
- Aulus Postumius Albinus Luscus, römischer Konsul 180 v. Chr.
- Aulus Postumius Albinus Regillensis, römischer Konsulartribun 397 und 381 v. Chr.
- Aulus Postumius Albus Regillensis (Konsul 496 v. Chr.), römischer Politiker
- Aulus Postumius Albus Regillensis (Konsul 464 v. Chr.), römischer Politiker
- Caecina Decius Albinus, römischer Statthalter von Numidia (?) und Campania (398), Stadtpräfekt 401/2
- Caecina Decius Aginatius Albinus, römischer Stadtpräfekt 414, möglicherweise identisch mit dem Konsul von 444
- Ceionius Rufius Albinus (Konsul 335) (* 303), römischer Beamter, Konsul 335 und Stadtpräfekt 335 bis 337
- Ceionius Rufius Albinus (Stadtpräfekt), römischer Beamter, Stadtpräfekt 389 bis 391
- Clodius Albinus (um 150–197), römischer Gegenkaiser gegen Septimius Severus
- Decimus Iunius Brutus Albinus (81 v. Chr.–43 v. Chr.), römischer Politiker
- Gaius Allius Albinus, römischer Konsul 246
- Lucceius Albinus, römischer Ritter, Amtsträger in Judäa
- Lucius Antonius Albus (Konsul 102), römischer Suffektkonsul 102
- Lucius Antonius Albus (Arvalbruder), Arvalbruder und Sohn des Konsuls von 102

- Lucius Postumius Albinus (Rex sacrorum), Rex sacrorum um 274 v. Chr.
- Lucius Postumius Albinus (Konsul 234 v. Chr.) († 216 v. Chr.), römischer Konsul 234 v. Chr. und 229 v. Chr.
- Lucius Postumius Albinus (Konsul 173 v. Chr.), römischer Konsul, Militärtribun 168 v. Chr.
- Lucius Postumius Albinus (Konsul 154 v. Chr.), römischer Konsul
- Lucius Postumius Albinus Regillensis, römischer Konsulartribun 389 und 381 v. Chr.
- Marcus Nummius Albinus, römischer Konsul 345
- Marcus Nummius Senecio Albinus, römischer Konsul 227
- Marcus Nummius Umbrius Primus Senecio Albinus, römischer Konsul 206
- Marcus Postumius Albinus Regillensis, römischer Zensor 403 v. Chr.
- Nummius Albinus, römischer Konsul 263
- Publius Caeionius Caecina Albinus (* um 340, † nach 396), um 365 römischer Statthalter der Provinz Numidia
- Publius Postumius Albinus Regillensis, römischer Konsulartribun 414 v. Chr.

- Spurius Postumius Albinus (Konsul 186 v. Chr.) († 180 v. Chr.), römischer Konsul
- Spurius Postumius Albinus (Konsul 148 v. Chr.), römischer Konsul
- Spurius Postumius Albinus (Konsul 110 v. Chr.), römischer Konsul
- Spurius Postumius Albinus Caudinus, Zensor 332 v. Chr., Konsul 334 und 321 v. Chr.
- Spurius Postumius Albinus Paullulus († um 169 v. Chr.), römischer Konsul 174 v. Chr.
- Spurius Postumius Albinus Regillensis, römischer Konsulartribun 394 v. Chr.
- Spurius Postumius Albus Regillensis (Konsul), römischer Konsul 466 v. Chr.
- Spurius Postumius Albus Regillensis (Konsulartribun), römischer Konsulartribun 432 v. Chr.
- Titus Pompeius Albinus, Angehöriger des römischen Ritterstandes, 1. Jahrhundert
- Titus Popilius Albinus, römischer Offizier, 2. Jahrhundert